# Escalade en solo

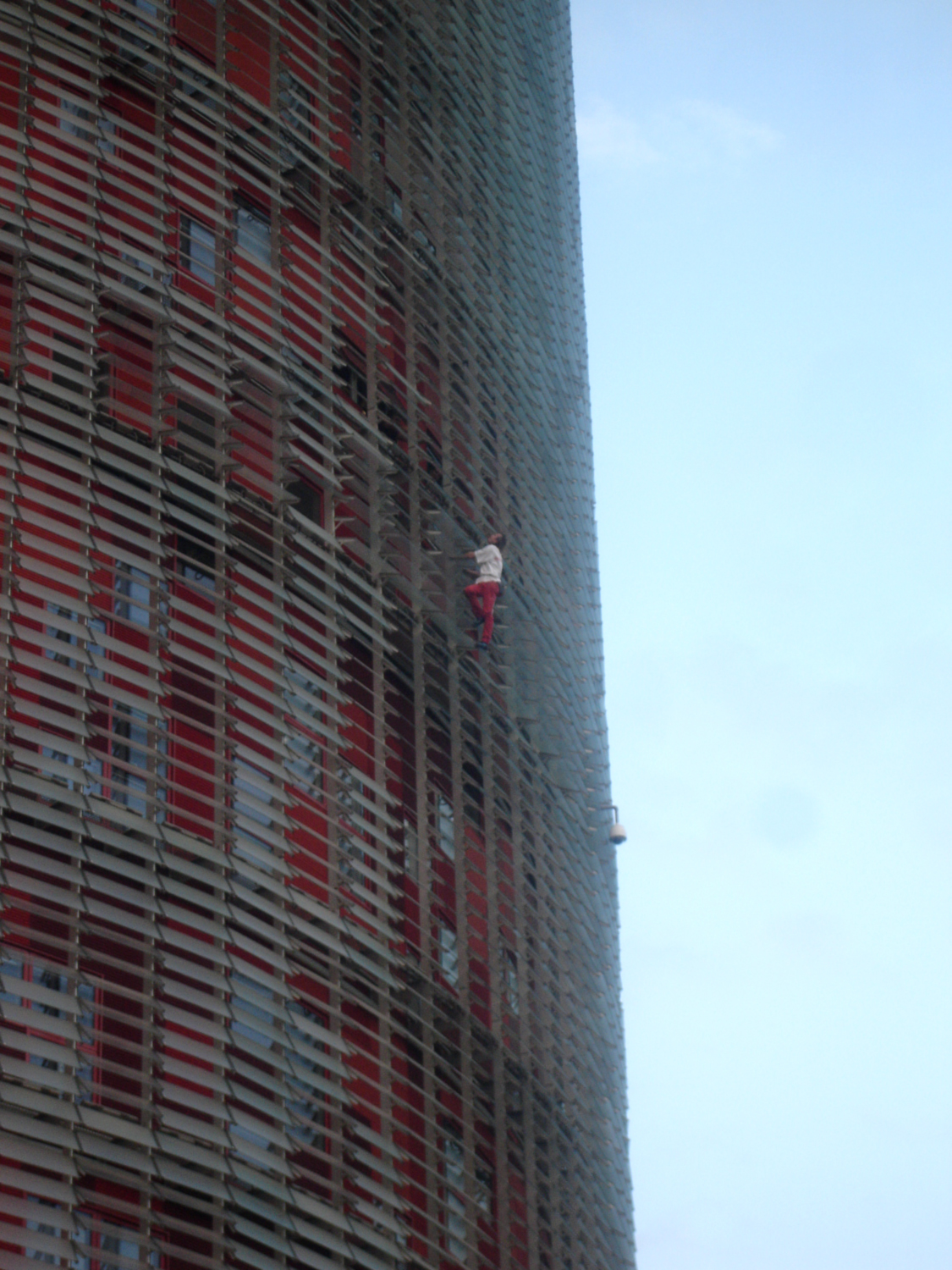
Alain Robert pratiquant l'escalade en solo intégral sur la Torre Agbar (Barcelone, 12 septembre 2007).

Ne doit pas être confondu avec Solo intégral.
Pour les articles homonymes, voir Solo.
L'escalade en solitaire, ou escalade en solo (ou simplement solo), est un type d'escalade au cours duquel un grimpeur progresse seul, à la différence d'une cordée classique de deux grimpeurs, où l'un assure l'autre alternativement. Le solo se pratique en escalade rocheuse libre ou artificielle, en alpinisme ou en escalade glaciaire. Pour éviter le risque d'une chute dangereuse, voire mortelle, le grimpeur peut s'assurer lui-même à l'aide de différents procédés (solo encordé ou auto-assuré), sur l'ensemble de la voie ou pour les seuls passages difficiles ou dangereux. Dans le cas où le grimpeur ne s'assure pas, on parle de solo intégral.
Le solo et le solo intégral sont des pratiques répandues en alpinisme, avec notamment les ascensions de Paul Preuss dès le début du XXe siècle, qui a escaladé et désescaladé seul et sans corde de longues voies difficiles (cinquième degré) dans les Alpes orientales. Paul Preuss a théorisé le solo intégral avant de se tuer en 1913 au terme d'une chute de 300 mètres.
Le solo intégral a connu un succès sans précédent avec le développement de l'escalade libre dans les années 1970 et la médiatisation au début des années 1980 avec les solos de Patrick Edlinger à Buoux et au Verdon dans les films La Vie au bout des doigts et Opéra Vertical ou avec les réalisations alpines de Christophe Profit, comme la voie Ginat aux Droites ou la Directe américaine aux Drus qui a été filmée.
Parallèlement et dans une démarche de sécurisation des grimpeurs et de préservation des sites d'escalade,  la pratique usuelle de l'escalade libre, notamment en Europe continentale, a fait l'objet d'un équipement quasi-systématique, sauf en terrain d'aventure, avec l'utilisation des pitons à expansion. Dans les années 1990, ce sont aussi les escalades d'immeubles de grande hauteur par Alain Robert qui ont reçu un écho médiatique, le grimpeur ayant auparavant réussi des solos extrêmement difficiles en falaise.

## Pratiquants connus
- Alain Robert
- Alex Honnold
- Alexander Huber
- Catherine Destivelle
- Christophe Profit
- Dan Osman
- Ivano Ghirardini
- Jean-Marc Boivin
- Lionel Daudet
- Nicolas Jaeger
- Patrick Berhault
- Patrick Cordier
- Patrick Edlinger
- Paul Preuss
- René Desmaison
- Tsunéo Hasegawa
- Ueli Steck
- Walter Bonatti
- Jean-Christophe Lafaille
- John Bachar